# Гекончик гладкий
Гекончик гладкий (Alsophylax laevis) — вид геконів з роду гекончиків підродини Справжні гекони.

## Опис
Загальна довжина 4—4,5 см. Відрізняється однорідною, без опуклих горбків лускою тулуба. Звідси походить його назва. Колір шкіри жовтуватий, черево матово—біле або бежеве.

## Спосіб життя
Полюбляє пустелі та напівпустелі. Проживає у кам'янистих та глинястих ґрунтах. Гладенький гекончик нерідко мешкає у термітниках, добре мешкаючи поруч з їх господарями - термітами, яких він, ймовірно, й поїдає. Вдень відпочиває під камінням або термітниках. Вночі полює на комах та дрібних безхребетних.
Це яйцекладні гекони. Відкладає яйця у квітня—травні. Зазвичай самиця гладенького гекончика відкладає до 2 яєць.

## Розповсюдження
Мешкає здебільшого у Туркменістані, Узбекистані, Афганістані, інколи трапляється у північно-східному Ірані.